# Loreanne Kuhurima
Loreanne Kuhurima (Amsterdam, 7 mei 1991) is een Nederlandse atlete, die afkomstig is uit Amsterdam. Ze is lid van Phanos. Haar specialiteit ligt op de 100 en 200 m sprint.

## Biografie

### C-Spelen
Kuhurima deed eerst aan ballet, maar raakte geïnteresseerd in atletiek, toen ze in 2004 meedeed aan een sportdag voor basisscholen. Prompt werd ze hierna lid van een atletiekvereniging. Als C-juniore (leeftijdscat. 14/15 jr.) werd ze het jaar erop tijdens de C-Spelen in Amsterdam Nederlands jeugdkampioene - officieus, voor Nederlandse C-junioren bestaan geen officiële kampioenschappen - op de 60 m. Deze titel prolongeerde ze een jaar later; bovendien won ze toen de 100 m tijdens de Nederlandse kampioenschappen voor B-junioren.

### EYOF
In 2007 kwalificeerde ze zich voor het Europese Jeugd Olympisch Festival in Belgrado, een topsportevenement voor sporters in de leeftijd van ongeveer veertien tot en met achttien jaar, dat wordt georganiseerd onder auspiciën van de Europese Olympische Comités. Daar werd ze zevende op de 100 m in een persoonlijk record van 12,00 s.

### Leiria
Hoewel Loreanne Kuhurima in 2008 nog B-juniore was, debuteerde zij in het weekend van 21 juni 2008 in het Portugese Leiria reeds bij de senioren tijdens de Europacupwedstrijd voor landenteams. Ze nam deel aan twee nummers. Op de 200 m, waarop zij een persoonlijk record van 23,86 realiseerde (de beste prestatie ooit door een B-juniore geleverd) werd ze vierde. Op het onderdeel 4 x 100 m estafette liep ze samen met Femke van der Meij, Esther Akihary en Jamile Samuel in een tijd van 44,77 opnieuw naar een vierde plaats.

### Nieuwe generatie
Het seizoen 2008 verliep trouwens toch al uitzonderlijk goed voor Kuhurima. Eind mei haalde ze bij een wedstrijd in het Belgische Oordegem op de 200 m met een tijd van 24,11 (0,8 m/s) de limiet voor deelname aan de wereldkampioenschappen voor junioren in Bydgoszcz. Een week later werd ze in Groningen op deze afstand met 24,05 (-0,6 m/s) Nederlands kampioene bij de B-junioren. Op 14 juni bij de wedstrijden om de Gouden Spike in Leiden dwong ze ook kwalificatie op de 100 m af door achter clubgenote Jamile Samuel in 11,81 te finishen. Aangezien het de bedoeling was dat er op de WJK ook een estafetteteam van start zou gaan, werd de Europacupwedstrijd in Leiria door de Atletiekunie aangegrepen om er ook nog eens een 4 x 100 m race met een team, bestaande uit alleen junioratletes te laten plaatsvinden. Het resultaat van deze estafette was, dat Kadene Vassell, Loreanne Kuhurima, Janice Babel en Jamile Samuel met een tijd van 44,90 het bijna negentien jaar oude Nederlandse jeugdrecord verbeterden, dat sinds 13 augustus 1989 op 45,39 stond. Het had er alle schijn van dat de leemte, die was ontstaan door het vertrek van ervaren estafetteloopsters als Jacqueline Poelman, Joan van den Akker, Pascal van Assendelft en Annemarie Kramer, binnen afzienbare tijd zou worden opgevuld door een stel snelle jongedames.

### WK voor junioren
Van 8 tot en met 13 juli 2008 werden vervolgens in Bydgoszcz de wereldkampioenschappen voor junioren gehouden. Loreanne Kuhurima kwam er allereerst uit op de 100 m, waarop ze in haar serie als derde finishte in 11,83 (-0,1). De eerste twee van elke serie kwalificeerden zich automatisch voor de halve finales, maar Kuhurima ging als een van de tijdsnelsten eveneens door naar de volgende ronde. In de halve finale liet ze zich beïnvloeden door een eerdere valse start, waarna ze in de herkansing zevende werd in 11,94 (-0,5 m/s). Twee dagen later kwam ze in haar serie 200 m niet goed op gang (ze klaagde over 'zware benen') en werd ze vierde in 24,41 (-0,9 m/s), de 25ste tijd en net onvoldoende om door te gaan. Weer een dag later bleef de 4 x 100 m estafetteploeg met Kadene Vassell, Loreanne Kuhurima, Janice Babel en Jamile Samuel met 45,21 achter op het eigen jeugdrecord van de maand ervoor en werd zesde in haar serie. Het Nederlandse kwartet had overigens ten minste 44,45 moeten lopen (een verbetering van het eigen record met bijna een halve seconde) om een finaleplaats te bemachtigen en dat zat er aan het eind van een vermoeiend toernooi niet meer in.

### Dubbelslag op NK voor junioren en deelname EJK
Het jaar erop werd Kuhurima in juni 2009 tijdens de nationale jeugdkampioenschappen in Emmeloord eerst Nederlands kampioene bij de junioren A op de 100 m met een tijd van 12,11 (-0,8 m/s). Een dag later pakte zij ook de titel op de 200 m met een tijd van 24,51 (-0,9 m/s). Een maand later, tijdens de Europese jeugdkampioenschappen in Novi Sad, kwalificeerde zij zich voor de halve finale van de 200 m in een tijd van 24,26 (0,3 m/s). In de halve finale viel zij helaas geblesseerd uit. De echo wees op lichte scheurtjes in de hamstring. Als gevolg van deze blessure miste zij ook de Nederlandse kampioenschappen voor senioren.

### Aanloop naar WJK en EK 2010
In 2010 was Loreanne Kuhurima weer geheel hersteld van haar hamstringblessure en voldoende in vorm om nieuwe pogingen te ondernemen naar het veroveren van nationale titels en deelname aan internationale kampioenschappen. Allereerst liep zij in Oordegem samen met Jamile Samuel, Esther Akihary en Anouk Hagen op de 4 x 100 m estafette een tijd van 44,58, dicht bij de limiet voor de Europese kampioenschappen van 44,24. Tijdens de Europacup voor landenteams in Boedapest won de estafetteploeg in dezelfde samenstelling in een tijd van 44,45. Tijdens de Nederlandse jeugdkampioenschappen in Zwolle veroverde ze vervolgens de bronzen medaille op de 100 m in een tijd van 11,90 (+0,7 m/s).
Op 3 juli liep Kuhurima in Uden de limiet voor de wereldkampioenschappen voor junioren op de 200 m met een tijd van 23,95 (+0,4 m/s). Een volgende poging, later diezelfde dag, samen met de andere leden van het vrouwenkwartet op de 4 x 100 m leidde weliswaar met 44,27 tot de beste tijd van het jaar, maar het viertal bleef er nog steeds 0,03 seconden mee verwijderd van de EK-limiettijd. Direct na afloop van de NK voor senioren in Amsterdam besloot de Atletiekunie om, gezien de jeugdige leeftijd van de estafetteloopsters, de estafetteploeg toch af te vaardigen naar de EK, teneinde zo nuttige ervaring op te doen voor komende jaren.

### Brons op WJK, deelname aan EK voor senioren
Op 22 juli liep Kuhurima tijdens de WJK in het Canadese Moncton op de 200 m in de series een tijd van 24,15 (+0,2 m/s). Hiermee plaatste zij zich als tweede tijdsnelste voor de halve finale. In de halve finale was haar tijd van 24,27 (+1,6 m/s) niet voldoende voor de finale.
Met Janice Babel, Jamile Samuel en Eva Lubbers haalde Loreanne Kuhurima de finale op de 4 x 100 m met een Nederlands juniorenrecord van 44,70. Met Dafne Schippers (als vervangster van Janice) werd het estafetteteam op 24 juli in de finale derde met een Nederlandse juniorenrecordtijd van 44,09.
Op 31 juli kwam Loreanne met Femke van der Meij, Jamile Samuel en Anouk Hagen op de EK in actie op de 4 x 100 m. Het kwartet werd uitgeschakeld in de series met een tijd van 44,70.

### Brons op NK Indoor
Op 13 februari 2011 werd Loreanne met een persoonlijk record van 7,55 derde op de 60 m tijdens de NK indoor.
Loreanne Kuhurima volgt de opleiding MBO Marketing & Communicatie aan het Johan Cruyff College in Amsterdam.

## Persoonlijke records
Outdoor
| Onderdeel | Prestatie | Datum        | Plaats |
| --------- | --------- | ------------ | ------ |
| 100 m     | 11,69 s   | 28 juni 2014 | Breda  |
| 200 m     | 23,86 s   | 22 juni 2008 | Leiria |

Indoor
| Onderdeel | Prestatie | Datum            | Plaats    |
| --------- | --------- | ---------------- | --------- |
| 60 m      | 7,55 s    | 13 februari 2011 | Apeldoorn |
| 200 m     | 24,94 s   | 24 januari 2010  | Dortmund  |

## Palmares

### 60 m
- 2011:  NK indoor - 7,55 s
- 2012: DNS NK indoor (in ½ fin. 7,55 s)
- 2014: 5e NK indoor - 7,62 s
- 2015: 4e NK indoor - 7,55 s (in serie 7,54 s)

### 100 m
- 2013:  NK - 11,69 s (+2.3 m/s)
- 2014: 5e NK - 11,78 s (+2.3 m/s)

### 4 x 100 m
- 2008: 6e in serie WK U20 te Bydgoszcz - 45,21 s
- 2010:  WK U20 - 44,09 s (= NJR)
- 2010: 8e in serie EK - 44,70 s
- 2013: 4e EK U23 - 44,18 s